# Europaskolen
Europaskolen er en gruppe skoler, oprettet i 1953 og fremover, med det formål at undervise børn af ansat personale og politikere i Den Europæiske Union.
Niveauerne i skolerne er forskole, grundskole og gymnasium, og undervisningen i de respektive skoler foretages på de officielle sprog i EU.
Antallet af skoler omfattede i 2007/ 2008 14 skoler fordelt på ti destinationer hvor større EU-organer er lokaliseret.
Skole nummer 15 blev etableret i efteråret 2008.
Det totale elevtal er cirka 20.000.
Morten Helveg Petersen har gået på Europaskolen.

## Beliggenheder
Der er tretten europaskoler. Skolerne er beliggende i seks EU-lande. Skolerne ligger tæt ved større EU-institutioner, og i Münchens tilfælde, tæt ved European Patent Organisation. Der er fem europaskoler i Belgien (fire i Brussel og en i Mol). Europaskolen i Culham lukkede den 31. august 2017.
| Skole                                         | Land           | Grundlagt/åbnet i             |
| --------------------------------------------- | -------------- | ----------------------------- |
| Europaskolen, Luxembourg I (Kirchberg)        | Luxembourg     | 1953                          |
| Europaskolen, Brussel I (Uccle/Ukkel)         | Belgien        | 1958                          |
| Europaskolen, Mol                             | Belgien        | 1960                          |
| Europaskolen, Varese                          | Italien        | 1960                          |
| Europaskolen, Karlsruhe                       | Tyskland       | 1962                          |
| Europaskolen, Bergen                          | Nederlandene   | 1963                          |
| Europaskolen, Brussel II (Woluwe)             | Belgien        | 1974                          |
| Europaskolen, München                         | Tyskland       | 1977                          |
| Europaskolen, Culham                          | Storbritannien | 1978 (lukket 31. august 2017) |
| Europaskolen, Brussel III (Ixelles/Elsene)    | Belgien        | 2000                          |
| Europaskolen, Frankfurt am Main               | Tyskland       | 2002                          |
| Europaskolen, Alicante                        | Spanien        | 2002                          |
| Europaskolen, Luxembourg II (Bertrange/Mamer) | Luxembourg     | 2004                          |
| Europaskolen, Brussel IV (Laeken/Laken)       | Belgien        | 2006                          |

## Ekstern henvisning
- Europaskolens hjemmeside (engelsk) Arkiveret 11. september 2011 hos  Wayback Machine